# Alimmainen Hangasjärvi
Alimmainen Hangasjärvi och Ylimmäinen Hangasjärvi, eller Hangasjärvet är en sjö i Finland. Den ligger i kommunen Posio i landskapet Lappland, i den norra delen av landet, 700 km norr om huvudstaden Helsingfors. Hangasjärvet ligger 242,1 meter över havet. Arean är 47,4 hektar och strandlinjen är 4,79 kilometer lång. Sjön  ingår i Ijo älvs huvudavrinningsområde.   Den ligger vid sjön Kaukuanjärvi.